# Араджамух
Араджамух (азерб. Aracamux, арм. Առաջամուղ, также Арачамух, Араджамуг), или Арашамуд (арм. Առաշամուդ) — заброшенное село в Нагорном Карабахе. Село было основано в 2004 году на международно признанной территории Азербайджана, контролировавшейся непризнанной Нагорно-Карабахской Республикой (НКР).
Село было построено на средства армянского благотворительного фонда «Туфенкян» для армянских беженцев из Азербайджанской ССР. В ходе Второй карабахской войны Азербайджан вернул контроль над территорией села и населявшие его армяне покинули село.

## География
Село нагорное, находится в 5,7 км от Джебраила, 30 км от Гадрута, 104 км от Степанакерта, на пустыре у автодороги Джебраил — Горадиз. Имеет площадь 457,87 га, из которых 443,0 га сельскохозяйственные.

## История
На территории современного села старых поселений не обнаружено. Ранее территория была в составе Дизакского магала Карабахского ханства, позднее — Елизаветпольской губернии Российской империи и Джебраильского района Азербайджанской ССР.

В ходе Первой карабахской войны (1992—1994) территория, на которой позднее было построено село, перешла под контроль НКР и была включена в состав Гадрутского района. 

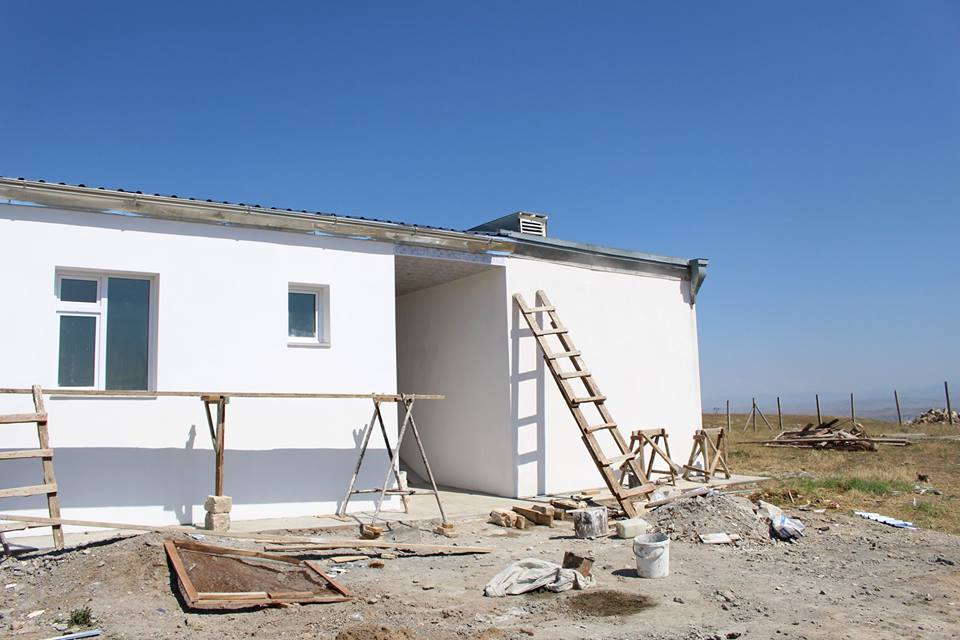
Строительные работы первой клиники, с. Араджамух, 2018 г. Фото сделаны благотворительным фондом «Туфенкян»

В 2004 году было основано село фондом «Туфенкян», работающим совместно совместно с Управлением по расселению и делам беженцев НКР. В Араджамухе были построены школа и современные удобства — вода, линии электропередач и гравийные дороги. Фонд «Туфенкян» посадил 7 гектаров гранатовых садов на территории вокруг села, которые активно возделывались. Село получило поддержку «Арцахского фонда» с Восточной части США.
В 2015 году был произведён ремонт фасадов всех домов и сельской школы. В 2016 году начался новый этап строительства домов, в 2018 году закончились строительные работы первой клиники.
В ходе Второй карабахской войны Азербайджан вернул контроль над территорией села, которое по административно-территориальном делению Азербайджана находится на территории Джебраильского района. Армянское население села покинуло его.

## Население
Часть жителей — беженцы из Азербайджана, некоторые семьи переехали сюда из Армении, есть переселенцы из других районов Карабаха, дома которых были разрушены во время Первой карабахской войны. По состоянию на 2014 год в селе было 19 домов, в которых проживало 85 жителей, в том числе карабахские переселенцы, а также армянские беженцы из Азербайджана. В 2015 году — 117 человек, 18 дворов.